# Jordanka Fandykowa
Jordanka Asenowa Fandykowa, bułg. Йорданка Фандъкова (ur. 12 kwietnia 1962 w Samokowie) – bułgarska nauczycielka i polityk, działaczka partii GERB, deputowana do Zgromadzenia Narodowego, w 2009 minister edukacji i nauki w rządzie Bojka Borisowa, w latach 2009–2023 burmistrz Sofii.

## Życiorys
Jest absolwentką rusycystyki na Uniwersytecie Sofijskim im. św. Klemensa z Ochrydy. Od 1985 do 1998 pracowała jako nauczycielka w szkole średniej nr 73 w Sofii, następnie do 2005 pełniła funkcję dyrektora tej placówki. W 2005, gdy nowym burmistrzem Sofii został Bojko Borisow, powołał ją na swoją zastępczynię, powierzając jej sprawy kultury i edukacji.
W 2006 zaangażowała się w powstanie ruchu Obywatele na rzecz Europejskiego Rozwoju Bułgarii (GERB), następnie przekształconego w partię polityczną. Z listy tego ugrupowania wystartowała w wyborach parlamentarnych w 2009. GERB wybory wygrał, a Jordanka Fandykowa została wybrana do Zgromadzenia Narodowego 41. kadencji. Jej nazwisko pojawiło się jako jedno z pierwszych przy tworzeniu nowego rządu – Bojko Borisow już pięć dni po wyborach potwierdził jej nominację na ministra edukacji.
We wrześniu 2009 została przedstawiona jako kandydatka GERB-u w przedterminowych wyborach na burmistrza Sofii rozpisanych na listopad tegoż roku. Jordanka Fandykowa wygrała te wybory już w pierwszej turze, zdobywając 66,23% głosów. Z powodzeniem ubiegała się o reelekcję w kolejnych wyborach lokalnych. Nie kandydowała natomiast w 2023, kończąc w tymże roku pełnienie funkcji burmistrza. W czerwcu 2024 i październiku 2024 z ramienia swojego ugrupowania ponownie uzyskiwała mandat poselski.